# König von Kambodscha
Der König von Kambodscha ist das Staatsoberhaupt Kambodschas.
Aktuell ist die Macht des Königs auf symbolische Amtshandlungen beschränkt. Die Monarchie existiert seit mindestens 68 n. Chr., mit Ausnahme von 1970 bis 1993. Seit 1993 ist der König von Kambodscha ein gewählter Monarch, womit Kambodscha eine der wenigen Wahlmonarchien der Welt ist. Der König wird vom Königlichen Thronrat, der aus mehreren hochrangigen politischen und religiösen Persönlichkeiten besteht, auf Lebenszeit gewählt. Die Kandidaten werden aus den männlichen Nachkommen des Königs Ang Duong (1796 bis 1860) ausgewählt. Diese müssen mindestens 30 Jahre alt sein und aus einer der beiden königlichen Familien Kambodschas stammen (Haus Norodom und Haus Sisowath).

## Rechte und Pflichten
- Ernennung des Premierministers und des Kabinetts Kambodschas[1]
- Einberufung der beiden gesetzgebenden Organe, der Nationalversammlung und Senats zu Beginn der Sitzungsperiode und Eröffnung dieser.[2][3]
- Oberbefehlshaber der Königlichen Streitkräfte Kambodschas[4]
- Regelmäßige Treffen mit dem Premierminister, bei denen der König über staatliche Angelegenheiten informiert wird[5]
- Unterzeichnung der Gesetze und Dekrete, nach Verabschiedung durch das Parlament bzw. der Regierung. Die Gesetze und Dekrete treten dadurch in Kraft[6]
- Wirken als „höchster Schiedsrichter“, um die Funktionsfähigkeit der staatlichen Institutionen zu ermöglichen[7]
- Entgegennahme der Akkreditierungen von Botschaftern[8]
- Gnadenrecht in Strafsachen[9]
- Vorsitz im Obersten Rat der Justiz[10][11]
- Ernennung einer festen Anzahl von Mitgliedern für staatliche Institutionen wie den Senat und den Verfassungsrat[12][13]
- Verleihung nationaler Auszeichnungen[14]

Der König erfüllt in seiner Funktion als Staatsoberhaupt auch andere Pflichten, die in der Verfassung nicht explizit erwähnt werden. Beispielsweise präsidiert er Veranstaltungen von nationaler Bedeutung, einschließlich religiöser Zeremonien und Traditionen, die für die Khmernation wesentlich sind. Er unterstützt humanitäre und philanthropische Zwecke und repräsentiert Kambodscha im Ausland bei offiziellen Auslandsbesuchen. Obwohl es in der Vergangenheit weibliche Herrscher gab, verbietet die aktuelle Verfassung Frauen in der Rolle des Monarchen.